# John Fairclough
Sir John Whitaker Fairclough (* 23. August 1930; † 5. Juni 2003) war ein britischer Informatiker.

## Leben
Nach dem Schulbesuch studierte Fairclough Technologie an der University of Manchester und trat nach Beendigung des Studiums in das Elektroindustrieunternehmen Ferranti ein, für das er in den USA tätig war, wo er Computerkomponenten entwickelte und verkaufte. Nach seiner Rückkehr nach Großbritannien wurde er 1958 Mitarbeiter im Laboratorium von IBM in Hursley, wo seine Arbeit zur Entwicklung des Mikroprogrammspeichers führte, einem wichtigen technologischen Bestandteil der sehr erfolgreichen Großrechner System/360 von IBM. Später leitete Fairclough die Entwicklung des IBM Modell 40, dem ab 1965 verfügbaren ersten Modell aus dem System/360.
1983 wurde er Vorsitzender der Laboratorien von IBM in Großbritannien und war bis zu seinem Eintritt in den Ruhestand 1990 daneben auch von 1986 bis 1990 Wissenschaftlicher Chefberater der Regierung von Premierministerin Margaret Thatcher.
1990 wurde er Mitglied des Board of Directors der Investmentbank N M Rothschild & Sons und war als dortiger Direktor der Abteilung für Risikokapital maßgeblich an der Anschubfinanzierung neuer Unternehmen beteiligt.
Für seine wissenschaftlichen Verdienste wurde er außerdem 1990 als Knight Bachelor in den persönlichen Adelsstand erhoben und führte fortan das Prädikat „Sir“. Zuletzt war er von 1997 bis 1998 Präsident der British Computer Society.